# Адак
Адак (енгл. Adak Island) је острво САД које припада савезној држави Аљаска. Површина острва износи 725 km². Према попису из 2000. на острву је живело 316 становника.

## Географија
Адак је највеће од Андеановљевих острва (енгл. Andreanof Islands), другој најисточнијој од 4 главне групе Алеутских острва.
Алеутска острва су ланац од 14 великих и 55 малих острва (укупне површине 16.546 km²) који се од полуострва Аљаска пружа у благо повијеном луку према Камчатки, у дужини од око 1.260 км. Подељена су на 4 главне групе, од истока према западу: Фокс (главни град Дач Харбор на острву Аналеска), Андреановљева острва (највеће је Адак), острва Рет (највећа су Киска и Емчитка) и острва Нир (највећа су Ету и Егату). Острва су брдовита, са око 30 активних вулкана, без дрвећа, покривена тундром. Стеновите обале, непостојање природних лука и честе олује отежавају прилаз с мора.

## Други светски рат
Након уласка у рат (8. децембра 1941), САД су на острву Адак почетком 1942. изградиле аеродром за ловачке авионе. Након јапанског освајања Алеутских острва Ету и Киска (7-12. јуна 1942), острво је добило већи стратегијски значај. Да би спречили даље продирање Јапанаца, Американци су се 30. августа 1942. искрцали на острву Адак и ту саградили ваздухопловну базу. Друга база уређена је на Емчитки. Ваздушни напади са ових база онемогућили су снабдевање трупа на Ету и Киски површинским бродовима, па су Јапанци били приморани да се служе подморницама.